# XBoard

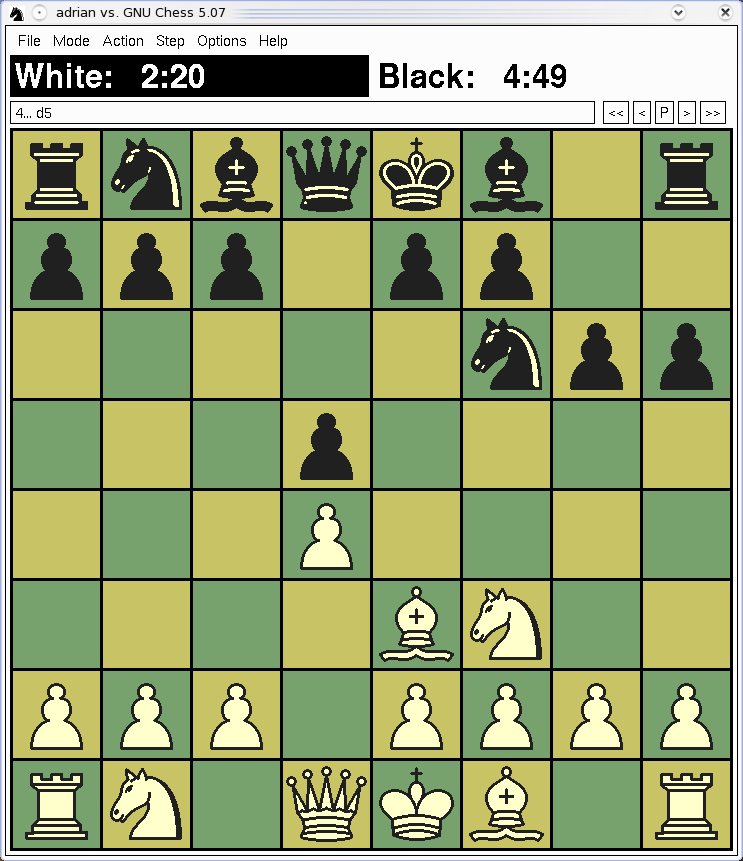
Xboard 4.2.7 ejecutándose en un escritorio KDE 4.2.2 del sistema operativo Fedora 10.

XBoard, es un programa de ajedrez para los sistemas operativos Unix\Linux desarrollado por Timothy Mann. La versión para Windows es conocida como WinBoard. Xboard\Winboard es un programa (GUI) que permite jugar con motores de ajedrez, jugar por internet, reproducir partidas PGN, analizar partidas y posiciones y enfrentar motores para saber cual es más fuerte.

## Historia
Al ser creado originalmente para soportar al motor GNU Chess y tener un ambiente agradable para el jugador, otros programadores le preguntaron interesados a Tim Mann por el lenguaje de comunicación empleado surgiendo entonces el protocolo de comunicación XBoard\Winboard y cambiando la forma de crear los programas de ajedrez al dividirse en parte gráfica (GUI) y parte inteligente que sabe jugar ajedrez (motor).

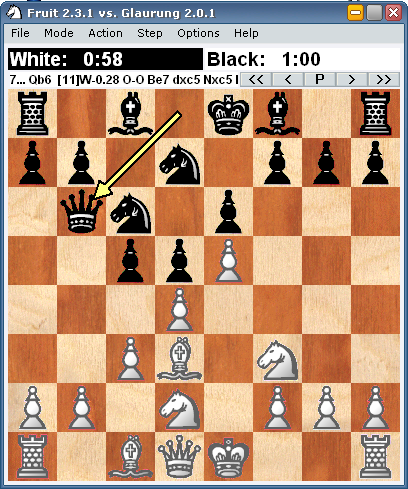
Winboard X de Alessandro Scotti.

Xboard al ser desarrollado por el obsoleto widget Athena no ha sufrido cambios. Por el contrario su equivalente para Windows Winboard ha tenido mejoras importantes en cuanto a funciones y aspecto gracias al trabajo del italiano Alessandro Scotti.

## Administradores para Torneos
La facilidad con la cual Winboard permite cargar 2 motores y enfrentarlos generó un deseo normal por saber cual era más fuerte haciéndose esta función en Winboard muy popular.
Empezando a surgir programas para generar torneos en forma automática de tipo Round Robin, Suizo y Gauntlet como: Alex WBTM, GalisWBTM, JoriWBTM, IGWBTM.
WinMan (Winboard Manager) además de realizar torneos facilita la instalación de motores en Winboard.

## Polyglot
Con el tiempo se creó otro protocolo de comunicación el UCI y los motores que hablaban este lenguaje no podían ser usados en Winboard hasta que fue creado un adaptador llamado Polyglot.
Gracias a este traductor del protocolo UCI a Winboard es posible usar motores Uci en Winboard GUI; tales como Stockfish, Chesstiger, Rybka y Fruit entre otros. El creador Fabian Letousey, que también es autor del motor Fruit.